# قائمة البطاركة السريان في أنطاكية
| الاسم                | سنوات رئاسة الكنيسة | صورة | الولادة  | الوفاة                    |
| -------------------- | ------------------- | ---- | -------- | ------------------------- |
| بطرس الرسول          | 37 - 53             |      | بيت صيدا | روما 64                   |
| إفوديوس              | 53 - 68             | --   | --       | أنطاكية 69                |
| إغناطيوس             | 68 - 107            |      | سوريا 50 | روما بين 98 - 117         |
| هيروديون             | 107 - 127           | --   | --       | --                        |
| كورنيليوس            | 127 - 154           |      | --       | --                        |
| إيروس                | 154 - 169           | --   | --       | --                        |
| ثاوفيلوس             | 169 - 182           | --   | --       | 183 - 185                 |
| مكسيمينس             | 182 - 191           | --   | --       | --                        |
| سرافيون الأنطاكي     | 191 - 211           | --   | --       | --                        |
| اسقلبياديس المعترف   | 211 - 220           | --   | --       | --                        |
| فيليطوس              | 220 - 231           | --   | --       | --                        |
| زبينا                | 231 - 237           | --   | --       | --                        |
| بابولا الشهيد        | 237 - 253           | --   | --       | 253                       |
| فابيوس               | 253 - 256           | --   | --       | --                        |
| ديمتريوس             | 256 - 260           | --   | --       | --                        |
| بولس الأول السميساطي | 260 - 268           | --   | 200      | عُزل سنة 268 وتوفي سنة 275 |
| دومنس الأول          | 268 - 273           | --   | --       | --                        |
| طيميوس               | 273 - 282           | --   | --       | --                        |
| كيرلس الأول          | 283 - 303           | --   | --       | --                        |
| تيرانوس              | 304 - 314           | --   | --       | --                        |
| فيطاليوس             | 314 - 320           | --   | --       | --                        |
| فيلوجوينوس           | 320 - 323           | --   | --       | --                        |
| بولينوس              | 323 - 324           | --   | --       | --                        |
| أوسطاثاوس            | 324 - 337           | --   | --       | --                        |

سيطر الآريوسيين على الكرسي الأنطاكي للفترة ما بين 331-360 بعد نفي القديس مار أوسطاثيوس وهذه أسماءهم
| الاسم              | سنوات رئاسة الكنيسة |
| ------------------ | ------------------- |
| أولاليوس الأنطاكي  | 331 - 333           |
| أوفورنيوس          | 333 - 334           |
| فيلاكلوس           | 334 - 342           |
| استيفانوس الأول    | 342 - 344           |
| لونتيوس الأنطاكي   | 344 - 357           |
| أودوكسيوس الأنطاخي | 358 - 359           |
| أوزيوس             | 360                 |

1. مالاتيوس (361-381)
2. فلافيان (381-404)
3. بورفيروس (404-412)
4. ألكسندر (412-417)
5. ثيودوتوس (417-428)
6. يوحنا الأول (428-442)
7. دومنوس الثاني (442-449)
8. مكسيموس الثاني (449-455)

البطاركة الذين اعتلوا الكرسي بين (456-461) كانوا من الخلقيدونيين
| الاسم          | سنوات رئاسة الكنيسة |
| -------------- | ------------------- |
| باسيل الأنطاكي | 456 - 458           |
| آخيوس الأنطاكي | 458 - 461           |
| مرتيروس        | 461 - 465           |
| بطرس الثاني    | 465 - 466           |
| يوليان         | 466 - 476           |
| بطرس القصار    | 476 - 488           |
| بالاديوس       | 488 - 498           |
| فلافيان الثاني | 498 - 512           |
| سويريوس الكبير | 512 - 538           |
| بولس العبري    | 518 - 521           |
| أفروسيوس       | 521 - 528           |
| أفرام الآمدي   | 528 - 546           |

كان سويريوس قد عزل من قبل الكنيسة اليونانية الأرثوذكسية ونفي إلى مصر، ومن هناك تابع إدارة رعيته من السريان المسيحيين كبطريرك شرعي حتى وفاته عام 538.

## متابعة لقائمة البطاركة السريان الأرثوذكس. بعد انشقاق الكنيسة
حتى العام 544م كان المنصب شاغراً.
1. سيرجيوس التلي (544-546)، أقامه في هذا المنصب مار يعقوب البرادعي. بين (546-550) المنصب شاغر.
2. بولس الثاني (550-575)، خلع في العام 575م لأنه انضم للخلقيدونيين. بقي (575-581) المنصب شاغر.
3. بطرس الثالث (581-591)
4. يوليان الأول (591-595)
5. أثناسيوس الأول الجمال (595-631)
6. يوحنا الثاني (631-648)
7. ثيودور (649-667)
8. سيوريوس الثاني ابن مسكى (667-681)
9. أثناسيوس الثاني (683-686)
10. يوليان الثاني (686-708)
11. إيليا الأول (709-723)
12. أثناسيوس الثالث (724-740)
13. إيوانيس الأول (740-754)، بعد وفاة إيوانيس عين بطريركين بتوصية من الخليفة.
14. يوانيس الأول (754- ?)
15. أثناسيوس السندلي (? -758)
16. جرجس الأول (758-790)
17. يوسف (790-792)
18. قرياقس التكريتي (793-817)
19. ديونيسيوس الأول التلمحري (817-845)
20. يوحنا الثالث (846-873)
21. إغناطيوس الثاني (878-883)
22. ثيودوسيوس رومانوس التكريتي (887-896)
23. ديونيسيوس الثاني (897-909)
24. يوحنا الرابع القرة زحلي (910-922)
25. باسيليوس الأول (923-935)
26. يوحنا الخامس (936-953)
27. إيوانيس الثاني (954-957)
28. ديونيسيوس الثالث (958-961)
29. إبراهيم الأول (962-963)
30. يوحنا السادس (965-985)
31. أثناسيوس الرابع الصالحي (986-1002)
32. يوحنا السابع بن عبدون (1004-1033)
33. ديونيسيوس الرابع يحيى (1034-1044)، بين (1044-1049) المنصب شاغر.
34. يوحنا الثامن (1049-1057)
35. أثناسيوس الخامس (1058-1063)
36. يوحنا التاسع بن شوشان (1063-1073)
37. باسيليوس الثاني (1074-1075)، بعد وفاة باسيليوس الثاني، قام يوحنا عبدون بتنصيب نفسه بطريركا وسبب أزمة في الكنيسة، عزل بعدها لكنه بقي يطالب بشرعيته كبطريرك حتى عام 1091 م.
38. يوحنا عبدون (1075-1077)
39. ديونيسيوس الخامس لعازر (1077-1078)
40. إيوانيس الثالث (1080-1082)
41. ديونيسيوس السادس (1088-1090)
42. أثناسيوس السادس (1091-1129)
43. يوحنا العاشر بن المعترف (1129-1137)
44. أثناسيوس السابع (1138-1166)
45. ميخائيل الكبير (1166-1199)
46. أثناسيوس الثامن (1200-1207)
47. يوحنا الحادي عشر (1208-1220)
48. إغناطيوس الثالث داود (1222-1252)
49. يوحنا الثاني عشر بن المعدني (1252-1263)
50. إغناطيوس الرابع يشوع (1264-1282)
51. فيلوكسينوس الأول نمرود (1283-1292)
52. ميخائيل الثاني (1292-1312)
53. ميخائيل الثالث يشوع (1312-1349)
54. باسيليوس الثالث كبرئيل (1349-1387)
55. فيلوكسينوس الثاني (1387-1421)
56. باسيليوس الرابع شمعون (1421-1444)
57. إغناطيوس بهنام الحدلي (1445-1454)
58. إغناطيوس خلف (1455-1483)
59. إغناطيوس يوحنا الثالث عشر (1483-1493)
60. إغناطيوس نوح اللبناني (1493-1509)
61. إغناطيوس يشوع الأول (1509-1512)
62. إغناطيوس يعقوب الأول (1512-1517)
63. إغناطيوس داود الأول (1517-1520)
64. إغناطيوس عبد الله الأول (1520-1557)
65. إغناطيوس نعمة الله الأول (1557-1576)
66. إغناطيوس داود الثاني (1576-1591)
67. إغناطيوس بيلاطس الأول (1591-1597)
68. إغناطيوس هدية الله (1597-1639)
69. إغناطيوس شمعون الأول (1640-1659)
70. إغناطيوس يوسف الثاني قمشيح (1659-1662)
71. إغناطيوس عبد المسيح الأول (1662-1686)
72. إغناطيوس جرجس الثاني (1687-1708)
73. إغناطيوس اسحق عازار (1709-1722)
74. إغناطيوس شكر الله الثاني (1709-1722)
75. إغناطيوس جرجس الثالث (1745-1768)
76. إغناطيوس جرجس الرابع (1768-1781)
77. إغناطيوس متى (1782-1817)
78. إغناطيوس يونان (1817-1818)
79. إغناطيوس جرجس الخامس (1819-1837)
80. إغناطيوس الياس الثاني (1838-1847)
81. إغناطيوس يعقوب الثاني (1847-1871)

| البطاركة السريان الأرثوذكس في العصر الحديث | البطاركة السريان الأرثوذكس في العصر الحديث | البطاركة السريان الأرثوذكس في العصر الحديث |
| الاسم                                      | الصورة                                     | نبذة |
| ------------------------------------------ | ------------------------------------------ | --- |
| إغناطيوس بطرس الرابع                       |                                            | البطريرك من 1872 إلى 1894 |
| إغناطيوس عبد المسيح الثاني                 |                                            | البطريرك من 1895 إلى 1905. عزل عام 1905 م بسبب مرضه. |
| إغناطيوس عبد الله الثاني                   |                                            | البطريرك (1906-1915) |
| إغناطيوس إلياس الثالث                      |                                            | طالب المجتمع الدولي بضمان المستقبل القومي والديني للسريان حيث أوفد في 2 فبراير 1920 المطران (أفرام برصوم) رئيس مطرانية سوريا، على رأس وفد خاص يمثل (السريان) إلى (مؤتمر السلام) في كل من لندن وباريس ولوزان وجنيف، ليعرض عليه مذكرة من ست نقاط، تتضمن مطالب وحقوق السريان في بلاد ما بين النهرين |
| إغناطيوس أفرام الأول برصوم                 |                                            | البطريرك من 1933 إلى 1957 |
| إغناطيوس يعقوب الثالث                      |                                            | البطريرك من 1957 إلى 1980 |
| إغناطيوس زكا الأول عيواص                   |                                            | البطريرك من 1980 إلى 2014 |
| إغناطيوس أفرام الثاني كريم                 |                                            | البطريرك من 2014 إلى الآن |

- عودة لـ الكنيسة السريانية الأرثوذكسية.